# ویلیام آرنلد آنتونی
 ویلیام آرنلد آنتونی (انگلیسی: William Arnold Anthony؛ زاده ۱۷ نوامبر ۱۸۳۵ درگذشته ۲۹ مه ۱۹۰۸) یک فیزیک‌دان اهل ایالات متحده آمریکا بود.